# 13551 Gadsden
13551 Gadsden è un asteroide areosecante. Scoperto nel 1992, presenta un'orbita caratterizzata da un semiasse maggiore pari a 2,5283940 UA e da un'eccentricità di 0,4220062, inclinata di 5,28407° rispetto all'eclittica.